# デーベルンズ公園
デーベルンズ公園（スウェーデン語: Döbelns park）とは、スウェーデンのウメオの中心部にある公園である。園内にはデーベルン将軍の記念碑やイギリス式庭園、野外ステージがある。

## 名前の由来
公園の名前の由来は第二次ロシア・スウェーデン戦争におけるジュータスの戦い（1808年）でロシア軍に勝利した、ゲオルク・カール・フォン・デーベルン将軍である。

## 地理
公園はオストラ・シルコ通り（Östra Kyrkogatan、東教会通り）とストール通り（Storgatan、目抜き通り）のロータリー交差点の東側にある。付近にはウメオ旧刑務所などの歴史的な建築物が残っている。一方、交差点の西側にはバーノツ公園やウメオ市教会があり、歴史的建造物のウメオ・タウンホールも比較的近くにある。公園の南にはオストラ・ストランド通り（Östra Strandgatan、東岸辺通り）を挟んでウメ川があり、川沿いにウメオ大学芸術キャンパスがある。ウメ川にはシュルク橋（教会橋）が掛かっており、対岸に渡る事が出来る。ウメ川にはこの他に主要幹線のテグス橋（Tegsbron）や歴史的な橋のガムラ橋などがある。

## 歴史

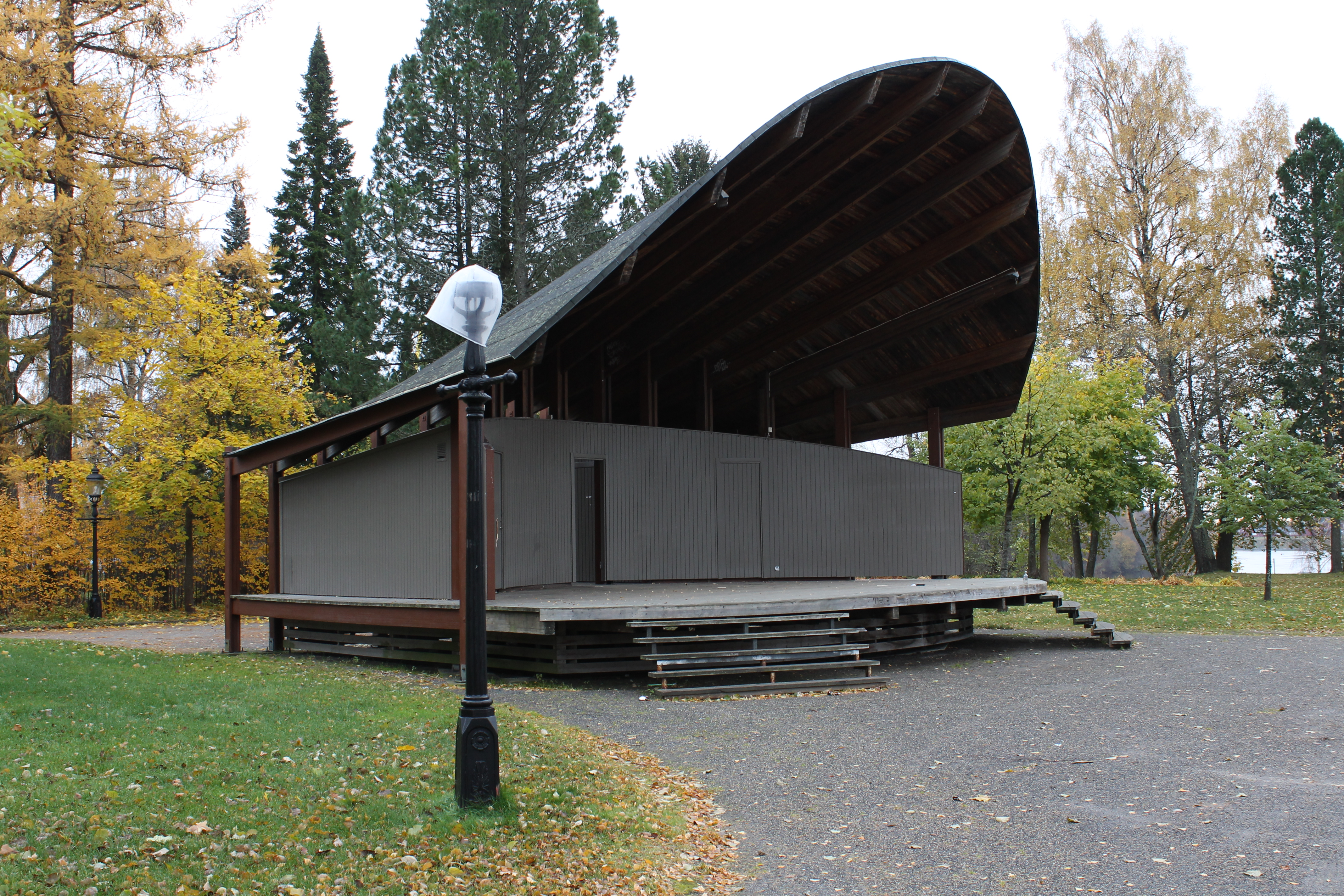
屋根付きのステージ

公園は1865年に作られ、最初は市営林場（Stadsträdgården）と名づけられたが、1867年にデーベルン将軍の記念碑が作られた後で現在の名前になった。1888年に街で大火事が発生し、多くの低木や樹木が焼けて公園の大部分が破壊されたが、記念碑だけは無事に残った。1897年に復興計画が始まり、公園は元の姿を取り戻した。1920年には園内に屋根付きのステージが設けられ、現在でも音楽イベントで使用されている。